# Jüdischer Friedhof (Bettendorf)

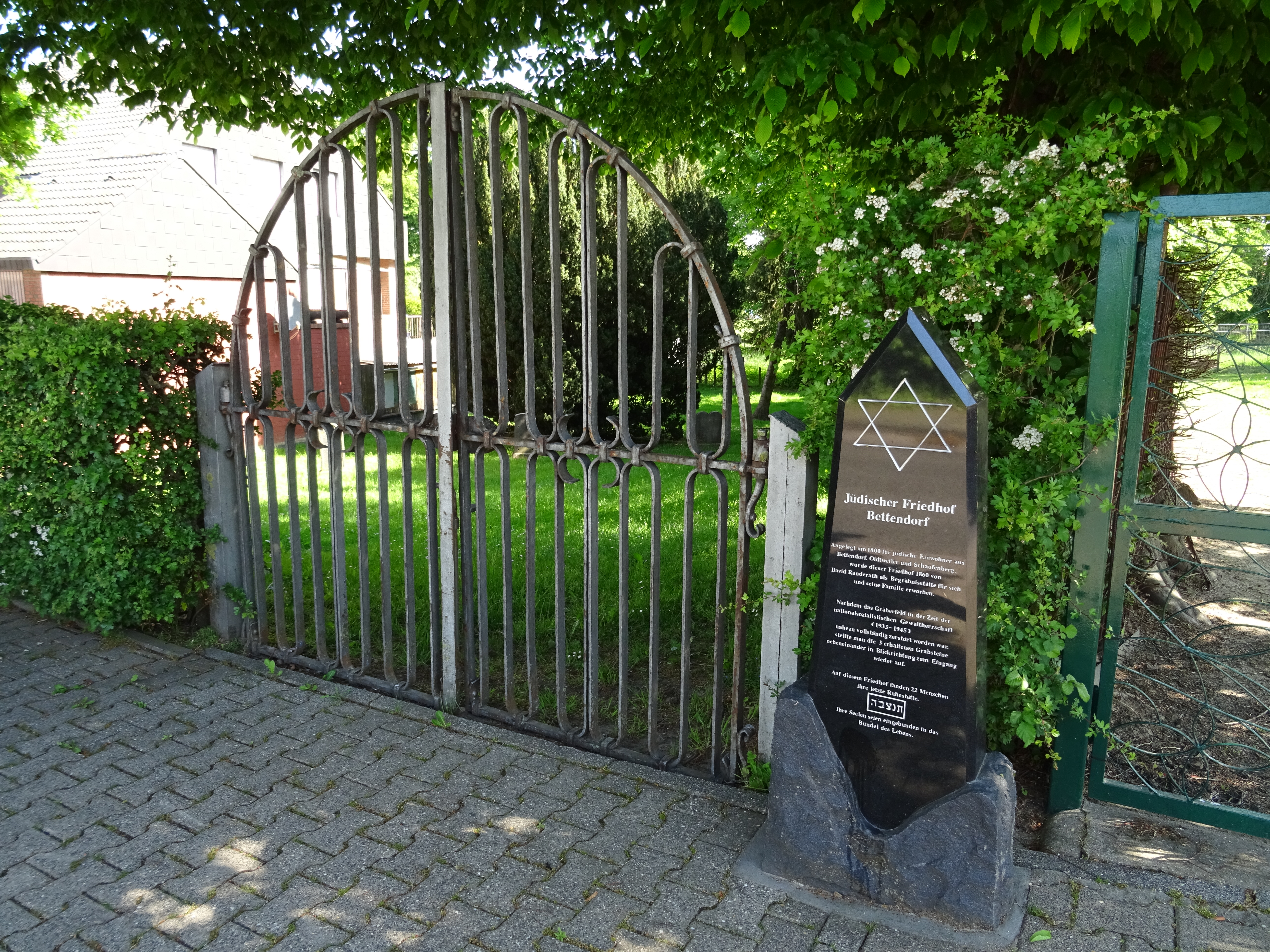
Frontansicht des Friedhofes

Der Jüdische Friedhof Bettendorf liegt im Ortsteil Bettendorf der Stadt Alsdorf in der Städteregion Aachen (Nordrhein-Westfalen).
Der jüdische Friedhof wurde nur von 1860 bis 1908 belegt. Es sind noch drei Grabsteine (Mazewot) vorhanden. In den 1930er Jahren wurde die Fläche des Friedhofes von 810 auf 656 m² verkleinert.
David Randerath (1799–1867) kaufte im Jahre 1860 das Grundstück als künftige Begräbnisstätte für sich und seine Familie. Seither ist der Friedhof im Besitz der Familie Randerath bzw. der Nachkommen.